# ولز وایلدر

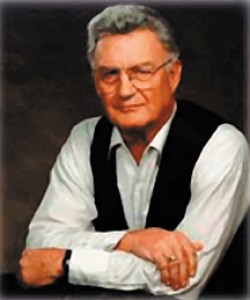
جونیور ولز وایلدر، مهندس آمریکایی - ۱۹۹۵

جونیور ولز وایلدر (متولد 1930) یک مهندس مکانیک آمریکایی است که به معامله گر املاک و مستغلات، تحلیلگر تکنیکال تبدیل شد و یکی از بهترین تحلیل گران تکنیکال شناخته شده‌است. وایلدر پدیدآورنده چندین اندیکاتور تکنیکال است که در حال حاضر به عنوان اندیکاتور اصلی در نرم‌افزارهای تحلیل تکنیکال مطرح می‌باشد. این اندیکاتورها شامل میانگین محدوده واقعی (Average True Range)، اندیکاتور قدرت وابسته (RSI)، اندیکاتور میانگین حرکت جهت دار (Average Directional Index) و اندیکاتور سهموی (Parabolic SAR) می‌باشد.

## تقدیرها
- مجله فوربز (اکتبر، سال ۸۰) آقای وایلدر را به عنوان "نخستین معامله گر فناوری روز" معرفی کرد.
- مجله بارونز (ژوئیه ۸۴) اظهار داشت: "در سال ۱۹۷۸، زمانی که جونیور ولز وایلدر، مفاهیم جدید در سیستم‌های معاملاتی تکنیکال را منتشر کرد، مبانی تحلیل ریاضی، گسترش یافت.
- مجله Financial World (ژوئیه ۸۵) اعلام کرد: "در طول سال‌ها، وایلدر سیستم‌های معاملاتی دقیق تر کالا و مفاهیم جدید را بیشتر از هر متخصص دیگر توسعه داده‌است."

## نقل قول‌های مشهور
1. «اجازه دادن به احساساتتان برای نادیده گرفتن طرح معاملاتی تان، نادیده گرفتن بزرگترین شکست تان است»
2. «برخی از معامله گران با انضباط ذاتی متولد می‌شوند. بیشتر آنها برای یادگیری راه سختی را در پیش دارند.»
3. «اگر شما نمی‌توانید با احساساتتان کنار بیایید، معامله گری را ترک کنید»